# Lycianthes radiata
Lycianthes radiata är en potatisväxtart som först beskrevs av Sendtner, och fick sitt nu gällande namn av Friedrich August Georg Bitter. Lycianthes radiata ingår i Himmelsögonsläktet som ingår i familjen potatisväxter. Inga underarter finns listade i Catalogue of Life.